# 科克拉河
46°14′25.92″N 14°21′26.8″E / 46.2405333°N 14.357444°E

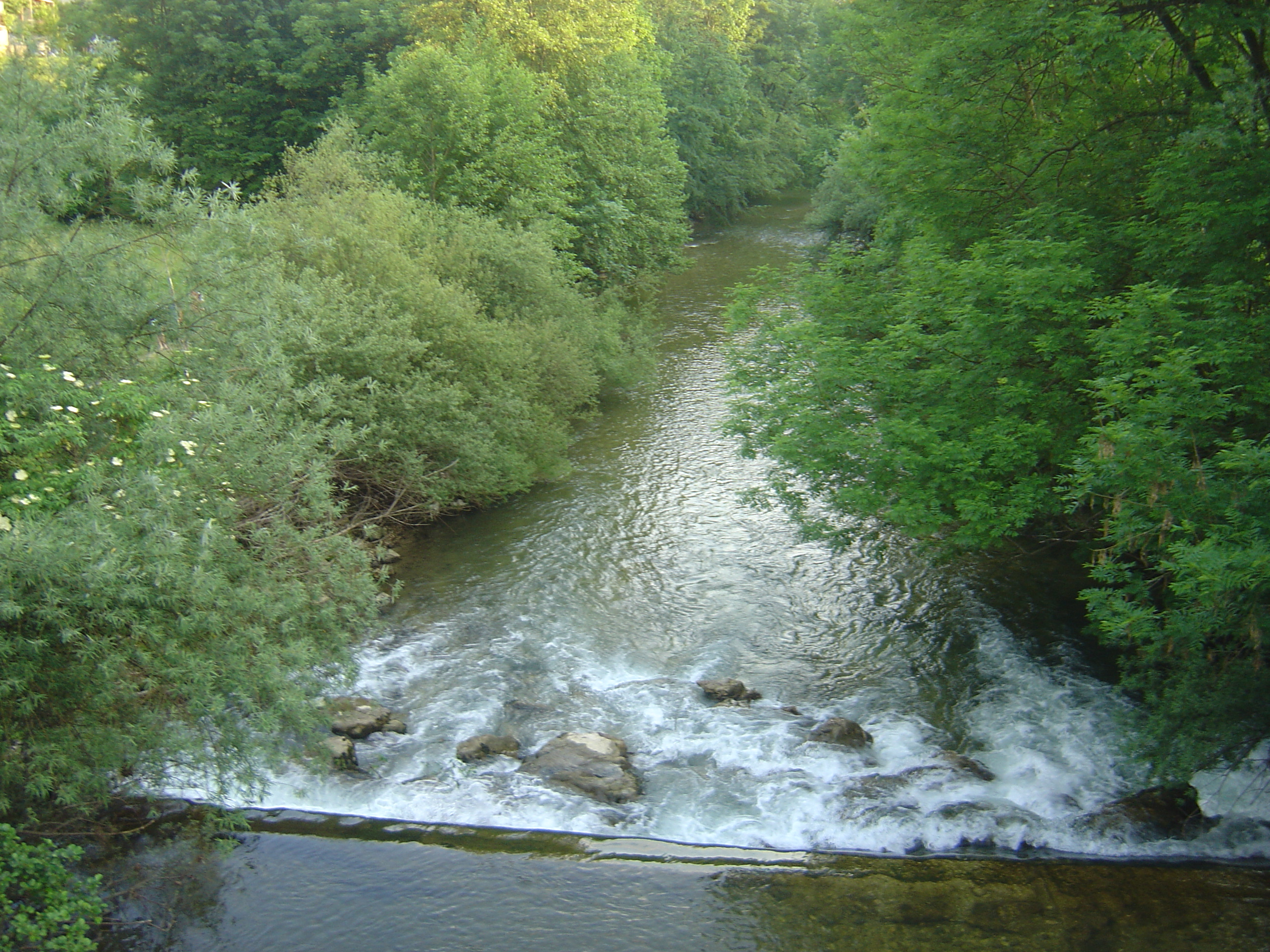

科克拉河，是斯洛文尼亞的河流，位於該國西北部，屬於薩瓦河的左支流，發源自卡拉萬克斯山脈，河道全長34公里，流域面積223平方公里。